# زاكسا كيدزيرزن كوزله
زاكسا كيدزيرزن كوزله هو نادي كرة الطائرة بولندي للرجال،تأسس النادي في 1994.